# UR-200
El UR-200, en ruso : УР-200 o SS-10 Scrag en la designación de la OTAN, es un misil balístico intercontinental de la Unión Soviética desarrolló a principios de los años 1960 por la oficina de diseño OKB-52 dirigida por Vladímir Cheloméi. El desarrollo del misil se detuvo en 1964 en beneficio de su competidor, el R-36, pero las etapas desarrolladas se tomarán para formar las dos etapas superiores del lanzador Protón.

## Historia
El UR-200 es uno de la serie de tres misiles balísticos intercontinentales versátil que ofrece a partir de 1960 por el jefe de la oficina de diseño OKB-52 Vladimir Chelomey el líder soviético Nikita Jruschov: El UR-100, UR-200 el UR-500 en orden de tamaño creciente. De acuerdo con su diseñador el UR-200 podía ser utilizado no solo como misil tierra-tierra (con 3 cabezas nucleares y un alcance máximo de 14.000 km ), sino también como misil antisatélite y lanzador. Compitiendo con el R-36 un misil de capacidad equivalente propuesto al mismo tiempo por el OKB-586. Jrushchov dio su aprobación para el desarrollo de los dos misiles mediante decretos aprobados en marzo y agosto de 1961.
El UR-200 tiene dos etapas y usos para sus motores de ciclo cerrado de propulsión que funcionan bien pero causan dificultades en el desarrollo. El desarrollo de estos motores utilizan una mezcla UDMH y el tetróxido de dinitrógeno se logra por la oficina de diseño OKB-154 creado por Semión Kósberg y renombrado químico Automática Oficina de Diseño de 1966. Un complejo de lanzamiento se construyó en el sitio 90 del cosmódromo de Baikonur con dos puntos de disparo. Los misiles, una vez operativo, se disparaban desde silos similares a los empleados por el misil R-16.
El diseño del UR-200 se congela en julio de 1962 y el primer lanzamiento tiene lugar el 5 de noviembre de 1963 y es un fracaso. Otros ocho lanzamientos en 1964, incluyendo 24 de septiembre de 1964 en presencia de Jruschov pocos días antes de su destitución. Los sucesivos líderes soviéticos cancelaron varios proyectos de Chelomei, que se habían beneficiado enormemente del apoyo de Khrushchev, incluido el UR-200. A diferencia del UR-500 (base del lanzador Protón) y el UR-100 (misil luego lanzador civil), la cantera del UR-200 se detendrá allí, pero sus dos etapas serán prácticamente idénticos a las dos etapas superiores del cohete Proton.

### FOBS
El FOBS, o Sistema de bombardeo de órbita fraccionada, era un programa soviético para colocar una ojiva nuclear en una órbita terrestre baja de 150 km , para permitir que la ojiva se acercara al enemigo desde cualquier sentido, por debajo de los sistemas de radar de rastreo de misiles. El UR-200 fue uno de los varios cohetes propuestos para este propósito, junto con el 8K713 y el R-36. El uso del UR-200 para el despliegue de FOBS fue cancelado en octubre de 1964, cuando Nikita Khrushchev fue apartado del poder.

## Características técnicas
El misil cuya masa está entre 136 y 138 toneladas y que tiene 34,65 metros de altura con su carga nuclear tiene un diámetro de 3 metros . Formado dos etapas:
- La primera etapa, de 16.9 metros de largo, con un tramo de 4.2 metros con empenaje, tiene un peso vacío de 6.6 toneladas y 107.5 toneladas con propelente. Se propulsa durante 135 segundos con 4 motores de cohete direccionales RD-0202 con un empuje de 2235 kN en vacío y un pulso específico de 311 s.

- La segunda etapa, que tiene 10 metros de largo y 2,2 metros de diámetro, tiene un peso en vacío de 2,4 toneladas y 25,8 toneladas con su propulsor. Tiene una potencia de 113 segundos con un solo cohete RD-0205 con un empuje de 613 kN en vacío y un pulso específico de 322 s. La orientación de la etapa está garantizada por 4 motores Vernier que continúan funcionando 19 segundos después de la extinción del motor principal. El motor de la segunda etapa se incorpora en el tanque propulsor para reducir la longitud del misil.

La carga útil estándar es una cabeza nuclear de 2,7 toneladas y una capacidad de 5 Mt con una alcance de 12.000 km . El misil podría lanzar una ojiva nuclear de 15 megatones ( 3.9 toneladas de masa ) con un alcance de 10.000 km . Como lanzador, el UR-100 pudo colocar una carga útil de 2 toneladas en una órbita baja de 185 km.
Existían dos versiones:
- UR-200A : (índice GRAU 8K81 ), versión misil balístico intercontinental;
- UR-200B : (índice GRAU 8K83 ), versión FOBS capaz de colocar una ojiva nuclear en órbita terrestre baja para el ataque a los Estados Unidos .

## Lanzamientos
Se realizaron nueve lanzamientos de prueba. Siete de estos tuvieron éxito (tasa de éxito: 77.78%).
- 5 de noviembre de 1963: lanzamiento fallido.
- 11 de abril de 1964: lanzamiento fallido.
- 15 de mayo de 1964: lanzado con éxito.
- 30 de mayo de 1964: lanzado con éxito.
- 17 de junio de 1964: lanzado con éxito.
- 1 de agosto de 1964: lanzado con éxito.
- 24 de septiembre de 1964: lanzado con éxito.
- 2 de octubre de 1964: lanzado con éxito.
- 20 de octubre de 1964: lanzado con éxito.